# Rue Rouleau
La rue Rouleau (en wallon : So l'Rôlèwe) est une rue du quartier d'Outremeuse à Liège en Belgique (région wallonne). 

## Description
Cette voie plate, pavée et rectiligne d'une longueur d'environ 210 m relie la rue de Berghes au quai de l'Ourthe, en rive gauche de la Dérivation. L'artère est coupée par la rue Louis Jamme.

## Histoire
Tout le long de cette voirie, coulait un bief qui reliait l'Ourthe (actuellement la Dérivation) au bief de la Rivelette (actuellement la rue de Berghes). Le comblement de ce bief en 1866 a permis l'agrandissement de la voirie.

## Architecture
Un ensemble d'immeubles à appartements inauguré en 1939 et réalisé d'après les plans de l'architecte Melchior Jeurgen pour la Société coopérative La Maison liégeoise se situe au no 22. Ces immeubles en brique jaune de six niveaux (cinq étages) se situent principalement le long de la rue Louis Jamme. Ils relèvent du style moderniste.
Au no 24, la crèche Élisabeth est un immeuble de style éclectique de huit travées construit en 1904-1905. Le bâtiment est réalisé en briques blanches interrompues par des bandeaux de briques rouges et deux lignes de briques jaunes au niveau du soubassement. La travée de droite comprend une monumentale porte d'entrée flanquée des sculptures d'une femme et d'un enfant et surmontée des lettres CRECHE. Cette travée plus haute se termine par un pignon. Toujours opérationnelle, elle s'appelle la crèche communale Outremeuse.

## Voiries adjacentes
- Rue de Berghes
- Rue Raes-de-Heers
- Rue Louis Jamme
- Quai de l'Ourthe